# Austroamericium
- Commons
- Wikispecies

Austroamericium é um género botânico pertencente à família Santalaceae.
Segundo o sistema de classificação filogenética Angiosperm Phylogeny Website, este género é sinónimo de Thesium.[carece de fontes?]